# كايكي سيلفا سا
كايكي سيلفا سا هو لاعب كرة قدم برازيلي في مركز الدفاع، ولد في 23 مايو 1992 في Riachão do Jacuípe ‏ في البرازيل. لعب مع ديسبورتيفا كونفيانكا ‏.

## وصلات خارجية
- كايكي سيلفا سا على موقع قاعدة بيانات كرة القدم.إي يو (الإنجليزية)
- كايكي سيلفا سا على موقع Soccerway.com (الإنجليزية)